# Orica-AIS/Saison 2012
Dieser Artikel listet die Erfolge und Fahrerinnen des Radsportteams Orica-AIS in der Saison 2012 auf.
Nach Ablauf der Saison belegte Judith Arndt in der UCI-Weltrangliste Straßenradsport der Frauen und in der Einzelwertung des Rad-Weltcups der Frauen 2012 jeweils Rang zwei. Das Team schloss die Weltcup-Mannschaftswertung auf Platz zwei und das UCI-Teamranking auf Platz drei ab.

## Team

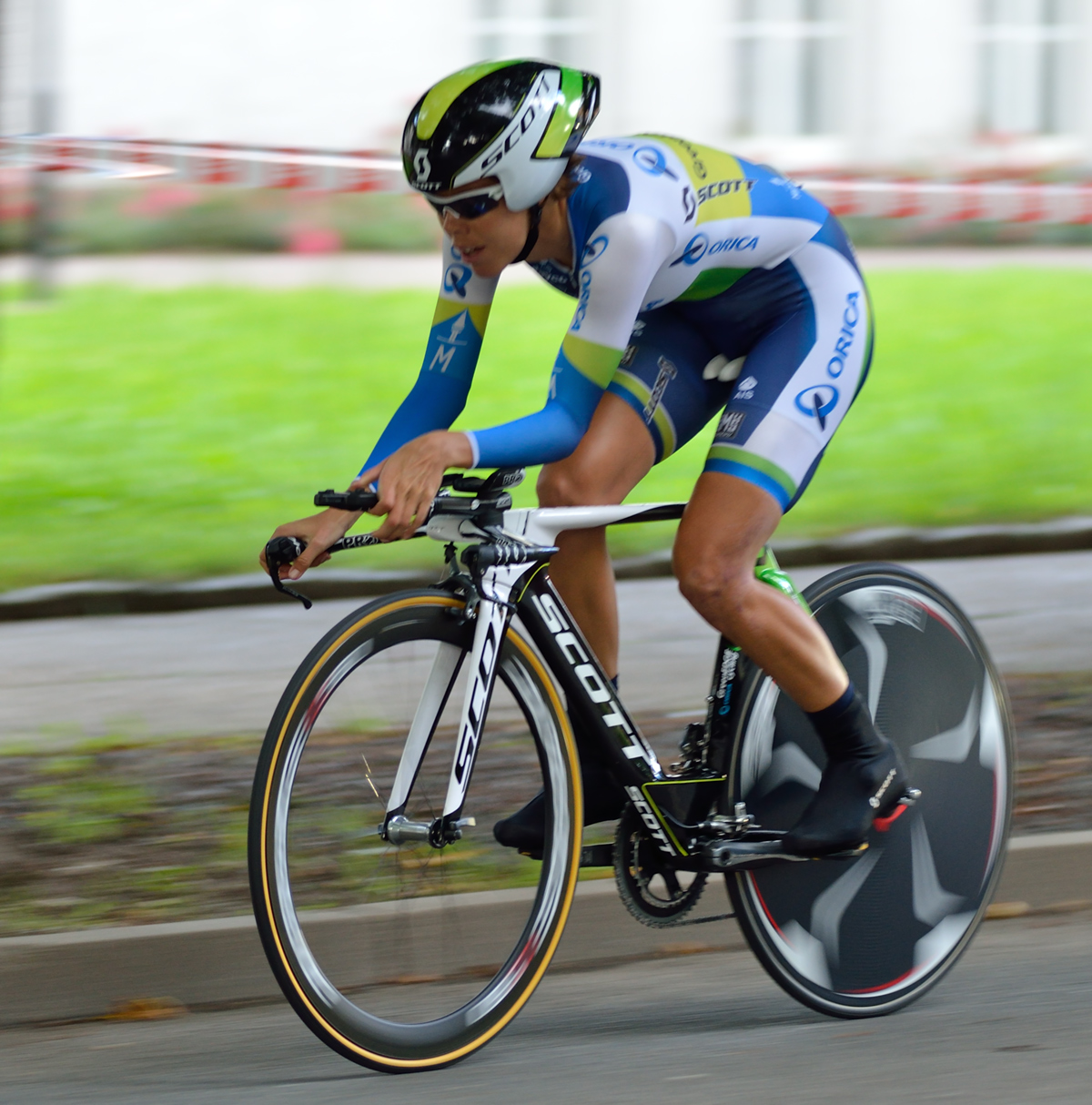
Jessie McLean, 2012

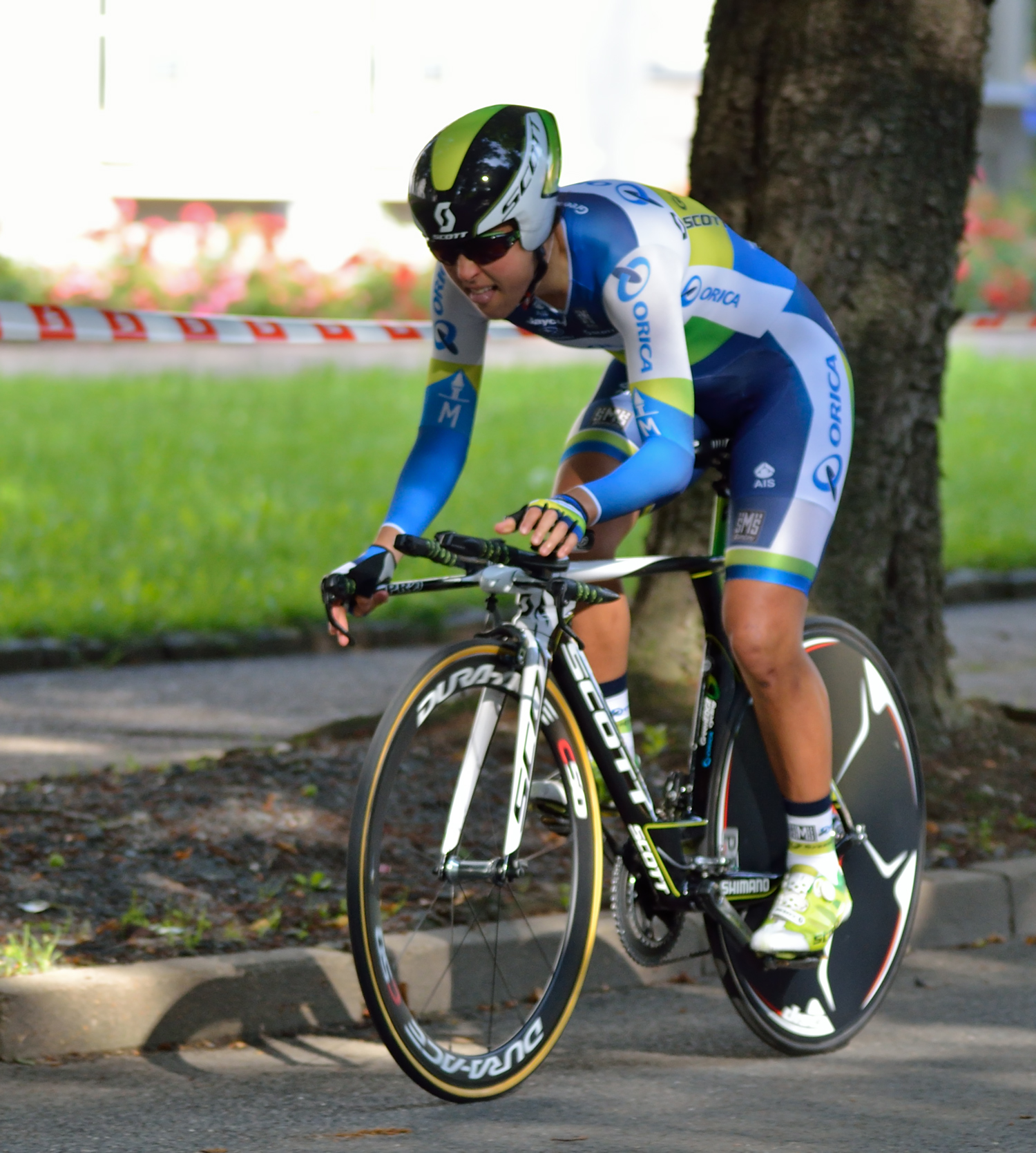
Rowena Fry, 2012

| Fahrerin         | Geburtsdatum | Nationalität |
| ---------------- | ------------ | ------------ |
| Judith Arndt     | 23.07.1976   | Deutschland  |
| Tiffany Cromwell | 06.07.1988   | Australien   |
| Rowena Fry       | 08.12.1982   | Australien   |
| Shara Gillow     | 23.12.1987   | Australien   |
| Loes Gunnewijk   | 27.11.1980   | Niederlande  |
| Claudia Häusler  | 17.11.1985   | Deutschland  |
| Melissa Hoskins  | 24.02.1991   | Australien   |
| Jessie McLean    | 17.10.1985   | Australien   |
| Alexis Rhodes    | 01.12.1984   | Australien   |
| Amanda Spratt    | 17.09.1987   | Australien   |
| Linda Villumsen  | 09.04.1985   | Neuseeland   |

## Erfolge
| Datum         | Rennen                                            | Kat. | Siegerin         |
| ------------- | ------------------------------------------------- | ---- | ---------------- |
| 8. Januar     | Nationale Meisterschaften – Straßenrennen         | CN   | Amanda Spratt    |
| 10. Januar    | Nationale Meisterschaften Australien – Zeitfahren | CN   | Shara Gillow     |
| 1.–3. Februar | Gesamtwertung Ladies Tour of Qatar                | 2.1  | Judith Arndt     |
| 24. Februar   | 3. Etappe Women´s Tour of New Zealand             | 2.2  | Judith Arndt     |
| 26. Februar   | 5. Etappe Women´s Tour of New Zealand             | 2.2  | Linda Villumsen  |
| 26. Februar   | Omloop Het Nieuwsblad                             | 1.2  | Loes Gunnewijk   |
| 1. April      | Flandern-Rundfahrt                                | CDM  | Judith Arndt     |
| 9. Mai        | 1. Etappe Tour of Chongming Island                | 2.1  | Melissa Hoskins  |
| 11. Mai       | 3. Etappe Tour of Chongming Island                | 2.1  | Melissa Hoskins  |
| 9.–11. Mai    | Gesamtwertung Tour of Chongming Island            | 2.1  | Melissa Hoskins  |
| 28. Mai       | 4. Etappe The Exergy Tour                         | 2.1  | Claudia Häusler  |
| 9. Juni       | 3. Etappe EZF Emakumeen Euskal Bira               | 2.1  | Linda Villumsen  |
| 10. Juni      | Gesamtwertung Emakumeen Euskal Bira               | 2.1  | Judith Arndt     |
| 17. Juni      | 3. Etappe EZF Giro del Trentino Alto Adige        | 2.1  | Linda Villumsen  |
| 16.–17. Juni  | Gesamtwertung Giro del Trentino Alto Adige        | 2.1  | Linda Villumsen  |
| 22. Juni      | Deutsche Meisterschaften Zeitfahren               | CN   | Judith Arndt     |
| 23. Juni      | Deutsche Meisterschaften Straßenrennen            | CN   | Judith Arndt     |
| 3. Juli       | Giro d’Italia Femminile 5. Etappe                 | 2.1  | Tiffany Cromwell |
| 17.–22. Juli  | Internationale Thüringen-Rundfahrt der Frauen     | 2.1  | Judith Arndt     |